# Festival du court métrage de Dráma
Le festival du court-métrage de Dráma est un festival de cinéma se déroulant à Dráma.
Le festival fut d'abord créé par le ciné-club local en 1978. Il fut reconnu par le Ministère de la culture en 1987 et prit alors une ampleur nationale. Un nouveau pas fut franchi en 1996 quand le festival fut inclus par le ministère dans le réseau culturel des villes de Grèce, lui offrant ainsi un financement d'État.
Il se déroule en septembre et propose un festival du court-métrage grec et un festival du court-métrage international.